# Dimitrie C. Sturdza-Scheianu
Dimitrie C. Sturdza-Scheianu (n. 19 mai 1839, Iași – d. 6 februarie 1920, București) a fost un istoric și om politic român, membru de onoare al Academiei Române.

## Studii
Părinții săi au angajat în mod special dascăli străini, pentru învățământul primar particular, care au pus bază pe însușirea mai multor limbi străine precum franceza, germana, latina, elina și evident slavona, care era și limba de cult a ortodoxismului din Principatele Române. Nu se cunoaște unde a efectuat pregătirea școlară preuniversitară, dar este de presupus că a urmat atât studii de agricultură cât și de drept.

## Activitatea politică
A fost membru al Partidului Conservator în cadrul căruia a ridicat adesea în parlament situația țărănimii, fiind preocupat îndeosebi de emanciparea clăcașilor. În cadrul grupării politice a „conservatorilor” a crezut că va putea contribui la îndreptarea unor disfuncționalități din evoluția societății românești, mai ales a celor din mediul rural. A acceptat ca în Guvernul Lascăr Catargiu (4) să dețină portofoliul Ministerului de Justiție începând cu data de 27 noiembrie 1891. Deși acel guvern a fost la putere până în data de 3 octombrie 1895, deoarece a fost împiedicat să-i pună în aplicare ideile, a demisionat la 17 decembrie 1891.
Apoi, până în 1895 a deținut direcțiunea Băncii Agricole, funcție din care a încercat să contribuie la redresarea economică a țărănimii. Nefiind susținut în ideologia sa reformatoare de către conducerea Partidului Conservator, a considerat că a mai activa în această grupare politică ar fi inutil, și în anul 1897 a demisionat.

## Scrieri
- Acte și legiuiri privitoare la chestiunea țărănească, București, 1907, lucrare în care propunea constituirea unor mici proprietăți capabile să aducă în circuitul productiv și terenuri care, la data respectivă, erau considerate „sterpe”, pentru însănătoșirea agriculturii românești.[2]

## Omul de cultură
A fost un cărturar de excepție, care a înțeles că odată cu modernizarea țării, o serie de bunuri culturale și spirituale erau serios amenințate cu dispariția, mai ales vechile tipărituri cu alfabetul chirilic. De aceea, Dimitrie Sturdza-Scheianu a achiziționat, din venituri proprii, „cărți vechi” de la diverși deținători, reușind ca în decursul anilor să creeze o „colecție de carte” impresionantă, nu numai ca număr de exemplare, ci și prin raritatea cărților pe care le salvase pentru cultura românească. Biblioteca sa era adunată la moșia sa Șcheia din Județul Roman (interbelic), care în afară de cărți istorice, conținea și Psaltirea Scheiană,, manuscris pe care l-a donat Academiei Române în 1884 (ms. rom. 449), și care se află în prezent în Biblioteca Academiei Române. A mai făcut apoi o donație de manuscrise și documente la 18 iunie 1904, în final dăruind Academiei Române întreaga sa bibliotecă.
În data de 16 aprilie 1907 a fost ales membru de onoare al Academiei Române.

## In memoriam
În localitatea Șcheia se găsește Casa Sturdza-Scheianu, construită în anul 1810, declarată monument istoric cu codul LMI: IS-II-m-B-04253.